# 보흐단 흐멜니츠키
보흐단 흐멜니츠키(우크라이나어: Богдан Зиновій Михайлович Хмельницький 보흐단 지노비 미하일로비치 흐멜니츠키[*], 러시아어: Богда́н Хмельни́цкий 보그단 흐멜니츠키[*], 폴란드어: Bohdan Zenobi Chmielnicki 보흐단 제노비 흐미엘니츠키[*], 1595년경 ~ 1657년 8월 6일)는 우크라이나의 카자크 지도자이다. 1648년부터 1657년까지 카자크 수장국의 수장을 역임했다.

## 생애
드니프로강과 인접한 치히린 인근에 위치한 수보티우(Subotiv) 마을에서 카자크 가문의 아들로 태어났다. 폴란드의 학교에서 폴란드의 역사, 우크라이나어, 폴란드어, 크림 타타르어, 튀르키예어, 라틴어 교육을 받았으며 1617년부터는 폴란드의 정규 카자크 부대에서 활약하였다.
1620년 9월 17일에는 아버지와 함께 몰다비아의 프루트강(Prut) 인근에서 일어난 오스만 제국과의 체초라(Cecora) 전투에서 폴란드 군대의 일원으로 참전했지만 오스만 제국 군대의 포로로 잡혔고 2주 동안 콘스탄티노폴리스에 억류되었다. 1622년에는 오스만 제국 당국에 몸값을 지불하면서 석방되었다.
1647년 12월에는 폴란드 출신 귀족과의 분쟁으로 인해 자신의 영지인 치히린과 모든 주도권을 빼앗겼고 비정규 카자크의 본거지였던 자포리자 카자크의 요새로 도망쳤다. 1648년 자포리자 카자크의 최고 지도자인 헤트만으로 추대된 뒤부터 흐멜니츠키 봉기라고 부르는 무장 반란(1648년 ~ 1657년)을 일으켰다. 그의 무장 반란은 농민, 도시민, 성직자들로부터 높은 지지를 받았으며 흐멜니츠키가 이끄는 군대는 조브티보디 전투와 같은 여러 전투에서 폴란드 군대를 격파했다.
흐멜니츠키가 이끄는 군대는 1649년 8월 폴란드군과의 즈보리우 전투에서 크림 타타르족을 지원하여 승리를 차지했고 같은 해 8월 17일에 체결된 즈보리우(Zboriv) 조약을 통해 자치권을 인정받게 된다. 이 조약은 사실상 흐멜니츠키가 독립적인 카자크 수장국을 수립하는 것을 허용하는 내용이었지만 농노제를 유지하고 있었기 때문에 농민의 지지를 얻지 못했다. 흐멜니츠키가 이끄는 군대는 1651년 6월에 일어난 베레스테츠코 전투에서 크림 타타르족의 배신으로 인해 패배하고 만다.
우크라이나 카자크들이 폴란드-리투아니아 연방과 오스만 제국, 크림 칸국의 위협을 받고 있던 상황에서 동방 정교회 신자였던 흐멜니츠키는 같은 정교회를 신봉하고 있던 루스 차르국의 지지를 요청했다. 흐멜니츠키는 1654년 1월 페레야슬라프 조약을 통해 우크라이나 카자크의 자치권을 인정하는 조건으로 러시아의 차르로 있던 알렉세이 미하일로비치의 주권을 인정하였다.
흐멜니츠키는 러시아의 알렉세이 미하일로비치의 지원을 받으면서 우크라이나를 수복하였지만 이는 곧 우크라이나가 러시아의 오랜 지배를 받게 되는 빌미를 제공하게 된다.

## 사진

보흐단 흐멜니츠키의 문장
보흐단 흐멜니츠키의 기
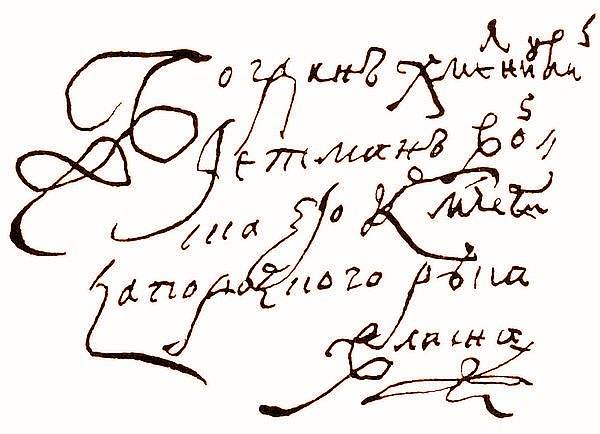
보흐단 흐멜니츠키의 서명
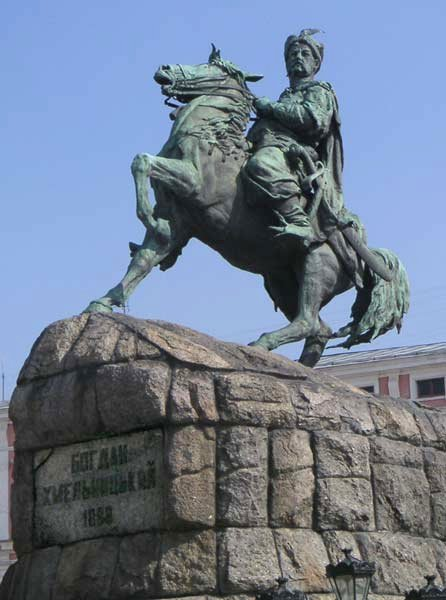
우크라이나 키이우에 있는 보흐단 흐멜니츠키의 동상
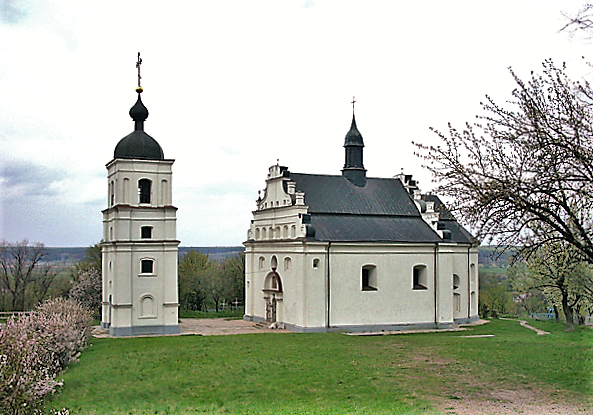
보흐단 흐멜니츠키가 태어난 교회 (치히린 근교 소재)
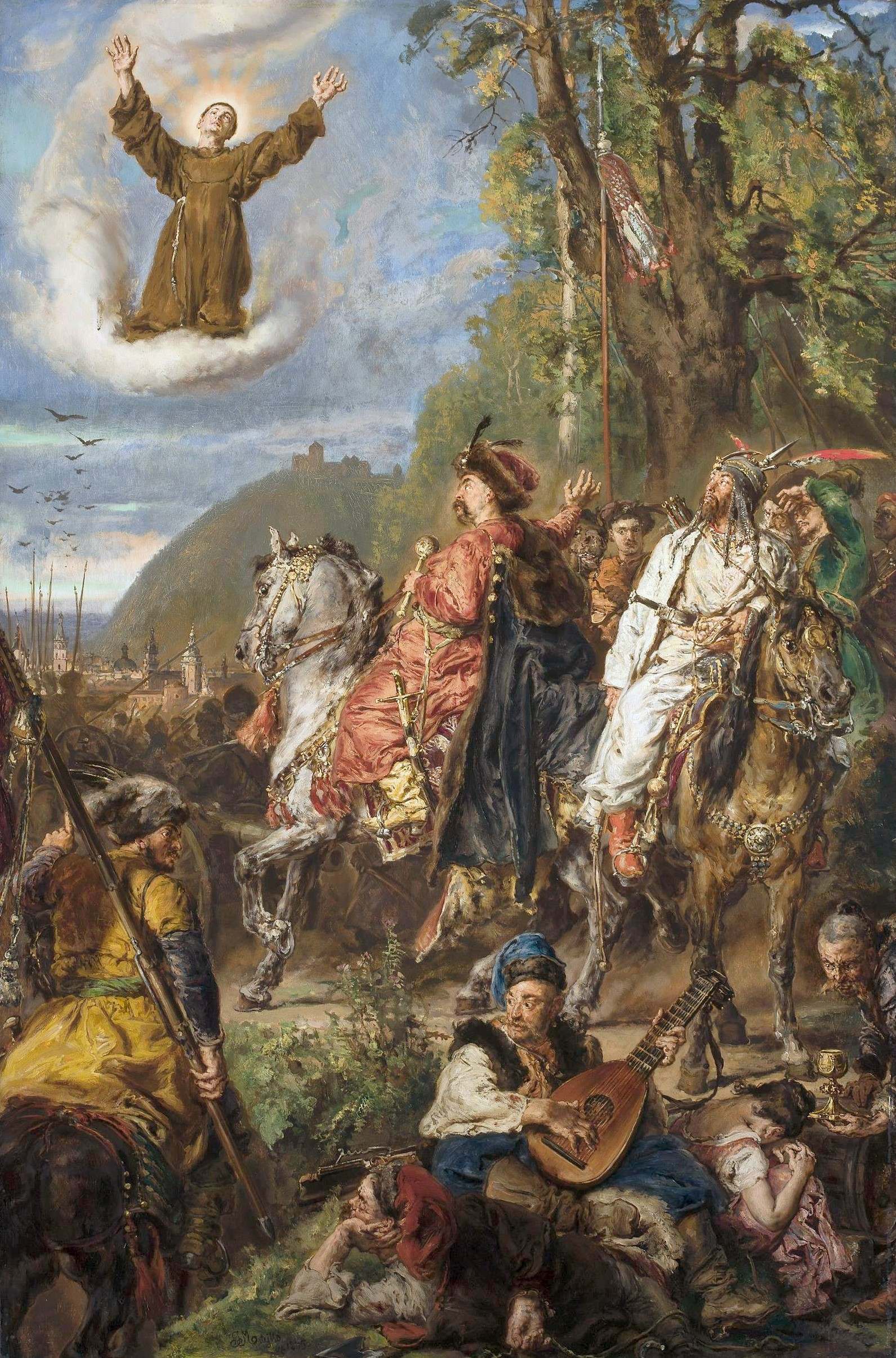
《리비우 근교의 보흐단 흐멜니츠키와 토가이 베이》 (얀 마테이코, 1885년)
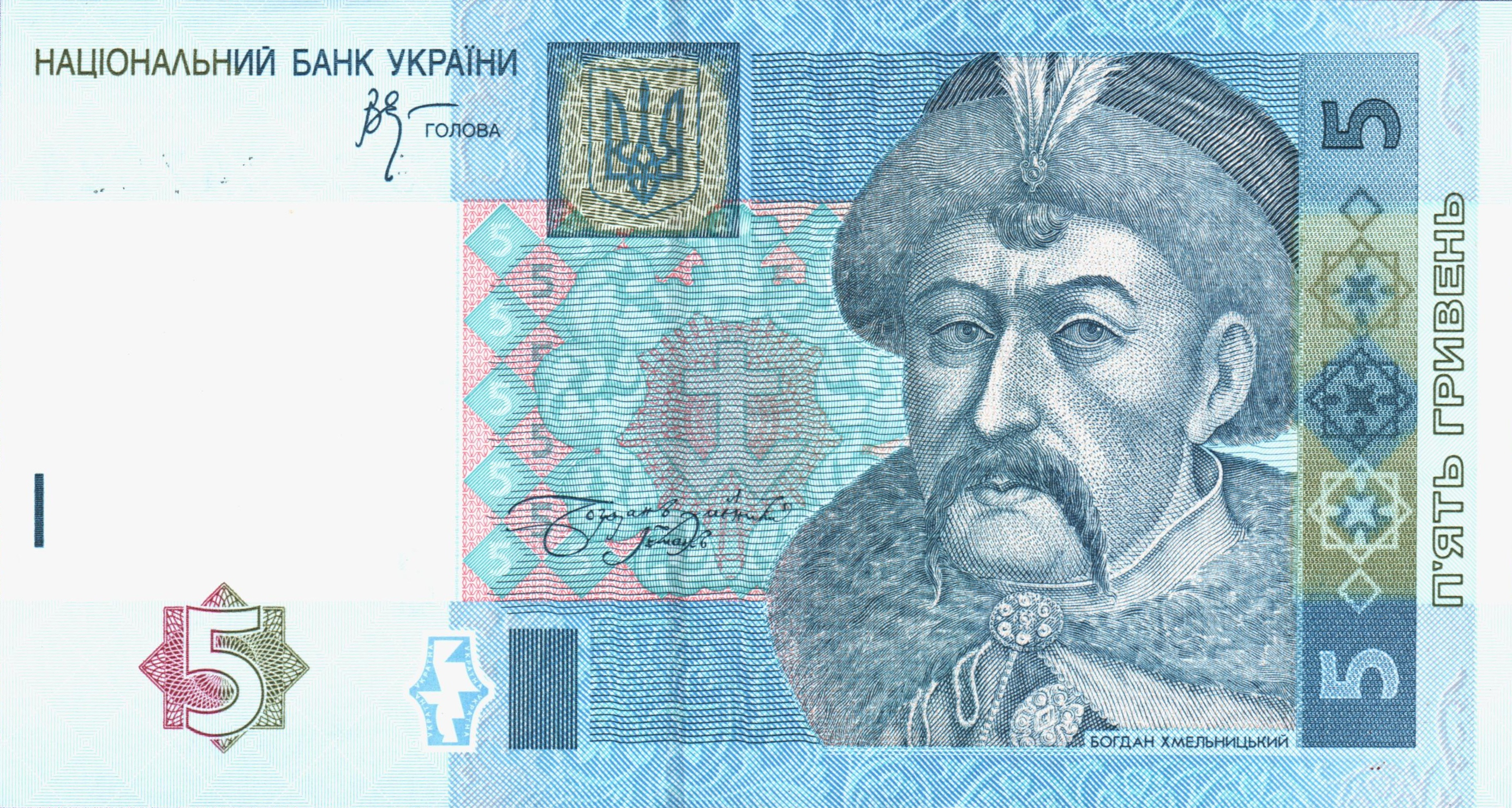
우크라이나 5 흐리우냐 지폐에 그려진 보흐단 흐멜니츠키의 초상화